# Fraktion der Allianz der Liberalen und Demokraten für Europa/Mitglieder 7. Legislaturperiode

Logo der ALDE

Im Folgenden werden die Mitglieder der Fraktion der Allianz der Liberalen und Demokraten für Europa im Europäischen Parlament in der Legislaturperiode 2009–2014 genannt.
| Land                   | Partei                                            | Partei       | MdEP   | MdEP                                   | Anmerkung |
| Land                   | Name                                              | Europapartei | Anzahl | Mitglieder                             | Anmerkung |
| ---------------------- | ------------------------------------------------- | ------------ | ------ | -------------------------------------- | --- |
| Belgien                | Mouvement Réformateur                             | ALDE-Partei  | 2      | Louis Michel                           | |
| Belgien                | Mouvement Réformateur                             | ALDE-Partei  | 2      | Frédérique Ries                        | |
| Belgien                | Vlaamse Liberalen en Democraten                   | ALDE-Partei  | 3      | Annemie Neyts-Uyttebroeck              | |
| Belgien                | Vlaamse Liberalen en Democraten                   | ALDE-Partei  | 3      | Dirk Sterckx                           | |
| Belgien                | Vlaamse Liberalen en Democraten                   | ALDE-Partei  | 3      | Guy Verhofstadt                        | |
| Bulgarien              | Dviženie za Prava i Svobodi                       | ALDE-Partei  | 3      | Mariela Bajewa                         | |
| Bulgarien              | Dviženie za Prava i Svobodi                       | ALDE-Partei  | 3      | Metin Kasak                            | |
| Bulgarien              | Dviženie za Prava i Svobodi                       | ALDE-Partei  | 3      | Wladko Panajotow                       | |
| Bulgarien              | Nationale Bewegung für Stabilität und Fortschritt | ALDE-Partei  | 2      | Stanimir Iltschew                      | |
| Bulgarien              | Nationale Bewegung für Stabilität und Fortschritt | ALDE-Partei  | 2      | Antonija Parwanowa                     | |
| Dänemark               | Venstre                                           | ALDE-Partei  | 3      | Anne Elisabet Jensen                   | |
| Dänemark               | Venstre                                           | ALDE-Partei  | 3      | Morten Løkkegaard                      | |
| Dänemark               | Venstre                                           | ALDE-Partei  | 3      | Jens Rohde                             | |
| Deutschland            | Freie Demokratische Partei                        | ALDE-Partei  | 12     | Alexander Alvaro                       | |
| Deutschland            | Freie Demokratische Partei                        | ALDE-Partei  | 12     | Jorgo Chatzimarkakis                   | |
| Deutschland            | Freie Demokratische Partei                        | ALDE-Partei  | 12     | Jürgen Creutzmann                      | |
| Deutschland            | Freie Demokratische Partei                        | ALDE-Partei  | 12     | Nadja Hirsch                           | |
| Deutschland            | Freie Demokratische Partei                        | ALDE-Partei  | 12     | Wolf Klinz                             | |
| Deutschland            | Freie Demokratische Partei                        | ALDE-Partei  | 12     | Silvana Koch-Mehrin                    | |
| Deutschland            | Freie Demokratische Partei                        | ALDE-Partei  | 12     | Holger Krahmer                         | |
| Deutschland            | Freie Demokratische Partei                        | ALDE-Partei  | 12     | Alexander Graf Lambsdorff              | |
| Deutschland            | Freie Demokratische Partei                        | ALDE-Partei  | 12     | Gesine Meißner                         | |
| Deutschland            | Freie Demokratische Partei                        | ALDE-Partei  | 12     | Britta Reimers                         | |
| Deutschland            | Freie Demokratische Partei                        | ALDE-Partei  | 12     | Alexandra Thein                        | |
| Deutschland            | Freie Demokratische Partei                        | ALDE-Partei  | 12     | Michael Theurer                        | |
| Estland                | Reformierakond                                    | ALDE-Partei  | 1      | Kristiina Ojuland                      | |
| Estland                | Keskerakond                                       | ALDE-Partei  | 2      | Siiri Oviir                            | |
| Estland                | Keskerakond                                       | ALDE-Partei  | 2      | Vilja Savisaar                         | |
| Finnland               | Suomen Keskusta                                   | ALDE-Partei  | 2      | Anneli Jäätteenmäki                    | |
| Finnland               | Suomen Keskusta                                   | ALDE-Partei  | 2      | Hannu Takkula                          | |
| Finnland               | Svenska folkpartiet                               | ALDE-Partei  | 1      | Carl Haglund                           | |
| Frankreich             | Mouvement démocrate                               | EDP          | 6      | Jean-Luc Bennahmias                    | |
| Frankreich             | Mouvement démocrate                               | EDP          | 6      | Marielle de Sarnez                     | |
| Frankreich             | Mouvement démocrate                               | EDP          | 6      | Sylvie Goulard                         | |
| Frankreich             | Mouvement démocrate                               | EDP          | 6      | Nathalie Griesbeck                     | |
| Frankreich             | Mouvement démocrate                               | EDP          | 6      | Robert Rochefort                       | |
| Frankreich             | CAP 21/Mouvement démocrate                        | EDP          | 6      | Corinne Lepage                         | |
| Griechenland           | Drasi                                             | ALDE-Partei  | 1      | Thodoros Skylakakis                    | ab 31. Mai 2011, zuvor EVP-Fraktion; ab 3. Juni 2013 Drasi, zuvor parteilos |
| Irland                 | Fianna Fáil                                       | ALDE-Partei  | 3      | Liam Aylward                           | |
| Irland                 | Fianna Fáil                                       | ALDE-Partei  | 3      | Brian Crowley                          | |
| Irland                 | Fianna Fáil                                       | ALDE-Partei  | 3      | Pat Gallagher                          | |
| Irland                 | –                                                 | EDP          | 1      | Marian Harkin                          | |
| Italien                | Italia dei Valori                                 | ALDE-Partei  | 4 (7)  | Sonia Alfano                           | |
| Italien                | Italia dei Valori                                 | ALDE-Partei  | 4 (7)  | Giommaria Uggias                       | |
| Italien                | Italia dei Valori                                 | ALDE-Partei  | 4 (7)  | Gianni Vattimo                         | |
| Italien                | Italia dei Valori                                 | ALDE-Partei  | 4 (7)  | Pino Arlacchi                          | am 18. Oktober 2010 zur S&D gewechselt |
| Italien                | Italia dei Valori                                 | ALDE-Partei  | 4 (7)  | Vincenzo Iovine                        | am 18. Oktober 2010 zur S&D gewechselt |
| Italien                | Italia dei Valori                                 | ALDE-Partei  | 4 (7)  | Luigi De Magistris, Andrea Zanoni      | Magistris schied am 18. Juli 2011 aus, Zenoni rückte am 19. Juli 2011 nach, verließ am 29. September 2012 die IdV, trat am 1. Oktober 2014 der PD bei und wechselte am 13. März 2014 zur S&D |
| Italien                | –                                                 | ALDE-Partei  | 4 (7)  | Niccolò Rinaldi                        | seit 15. April 2014 parteilos, zuvor IdV |
| Lettland               | Latvijas Pirmā partija/Latvijas Ceļš              | ALDE-Partei  | 1      | Ivars Godmanis                         | |
| Litauen                | Darbo partija                                     | ALDE-Partei  | 1      | Viktor Uspaskich                       | |
| Litauen                | Lietuvos Respublikos liberalų sąjūdis             | ALDE-Partei  | 1      | Leonidas Donskis                       | |
| Luxemburg              | Demokratesch Partei                               | ALDE-Partei  | 1      | Charles Goerens                        | |
| Niederlande            | Volkspartij voor Vrijheid en Democratie           | ALDE-Partei  | 3      | Jeanine Hennis-Plasschaert, Jan Mulder | Hennis-Plasschaert schied am 16. Juni 2010 aus, Mulder rückte am 22. Juni 2010 nach |
| Niederlande            | Volkspartij voor Vrijheid en Democratie           | ALDE-Partei  | 3      | Toine Manders                          | |
| Niederlande            | Volkspartij voor Vrijheid en Democratie           | ALDE-Partei  | 3      | Johannes Cornelis Van Baalen           | |
| Niederlande            | Democraten 66                                     | ALDE-Partei  | 3      | Gerben-Jan Gerbrandy                   | |
| Niederlande            | Democraten 66                                     | ALDE-Partei  | 3      | Marietje Schaake                       | |
| Niederlande            | Democraten 66                                     | ALDE-Partei  | 3      | Sophie in ’t Veld                      | |
| Österreich             | –                                                 | –            | (1)    | Angelika Werthmann                     | gewählt für Liste Dr. Martin, am 7. April 2014 wegen Kandidatur für BZÖ ausgeschlossen |
| Rumänien               | Partidul Național Liberal                         | ALDE-Partei  | 5      | Cristian Silviu Bușoi                  | |
| Rumänien               | Partidul Național Liberal                         | ALDE-Partei  | 5      | Ramona Nicole Mănescu                  | |
| Rumänien               | Partidul Național Liberal                         | ALDE-Partei  | 5      | Norica Nicolai                         | |
| Rumänien               | Partidul Național Liberal                         | ALDE-Partei  | 5      | Adina-Ioana Vălean                     | |
| Rumänien               | Partidul Național Liberal                         | ALDE-Partei  | 5      | Renate Weber                           | |
| Schweden               | Folkpartiet liberalerna                           | ALDE-Partei  | 3      | Marit Paulsen                          | |
| Schweden               | Folkpartiet liberalerna                           | ALDE-Partei  | 3      | Olle Schmidt                           | |
| Schweden               | Folkpartiet liberalerna                           | ALDE-Partei  | 3      | Cecilia Wikström                       | |
| Schweden               | Centerpartiet                                     | ALDE-Partei  | 1      | Lena Ek                                | |
| Slowakei               | ĽS-HZDS                                           | EDP          | 1      | Sergej Kozlík                          | |
| Slowenien              | Liberalna Demokracija Slovenije                   | ALDE-Partei  | 1      | Jelko Kacin                            | |
| Slowenien              | Zares                                             | ALDE-Partei  | 1      | Ivo Vajgl                              | |
| Spanien                | Partido Nacionalista Vasco                        | EDP          | 1      | Izaskun Bilbao Barandica               | |
| Spanien                | Convergència Democràtica de Catalunya             | ALDE-Partei  | 1      | Ramón Tremosa i Balcells               | |
| Vereinigtes Königreich | Liberal Democrats                                 | ALDE-Partei  | 11–12  | Catherine Bearder                      | |
| Vereinigtes Königreich | Liberal Democrats                                 | ALDE-Partei  | 11–12  | Sharon Bowles                          | |
| Vereinigtes Königreich | Liberal Democrats                                 | ALDE-Partei  | 11–12  | Chris Davies                           | |
| Vereinigtes Königreich | Liberal Democrats                                 | ALDE-Partei  | 11–12  | Andrew Duff                            | |
| Vereinigtes Königreich | Liberal Democrats                                 | ALDE-Partei  | 11–12  | Fiona Hall                             | |
| Vereinigtes Königreich | Liberal Democrats                                 | ALDE-Partei  | 11–12  | Sarah Ludford                          | |
| Vereinigtes Königreich | Liberal Democrats                                 | ALDE-Partei  | 11–12  | Elizabeth Lynne                        | |
| Vereinigtes Königreich | Liberal Democrats                                 | ALDE-Partei  | 11–12  | George Lyon                            | |
| Vereinigtes Königreich | Liberal Democrats                                 | ALDE-Partei  | 11–12  | Bill Newton Dunn                       | |
| Vereinigtes Königreich | Liberal Democrats                                 | ALDE-Partei  | 11–12  | Diana Wallis, Rebecca Taylor           | Wallis schied am 31. Januar 2012 aus, Taylor rückte am 8. März 2012 nach |
| Vereinigtes Königreich | Liberal Democrats                                 | ALDE-Partei  | 11–12  | Graham Watson                          | |
| Vereinigtes Königreich | Liberal Democrats                                 | ALDE-Partei  | 11–12  | Edward McMillan-Scott                  | ab 12. Mai 2010, zuvor EKR bzw. fraktionslos |

Jozo Radoš (Hrvatska narodna stranka – Liberalni demokrati, HNS) aus dem EU-Beitrittskandidaten Kroatien war als Beobachter im Europaparlament der Fraktion angeschlossen. Bei der Europawahl in Kroatien 2013 konnte die HNS keinen Sitz erringen.